# Кацмазовка
Кацмазовка — упразднённое село в Серышевском районе Амурской области, Россия. Входило в состав Верненского сельсовета (с 1976 г. — Сосновский). Исключено из учётных данных в 1974 г.

## География
Располагалось между селами Державинка и Автономовка.

## История
Основано в 1910 году, в период массового заселения края переселенцами из Малороссии. Переселенцы, возможно, происходили из села Кацмазов Подольской губернии (ныне Жмеринский район Винницкой области). До революции входило в состав Краснояровской волости. После 1917 г. в составе Державинского сельского совета. В 1930 -х годах создан колхоз «Свободный труд». В 1951 году в связи с объединением колхозов «Свободный труд» и «Красный борец» села Автономовка, передано в состав Автономовского сельсовета. С 1961 г. вновь в составе Державинского сельсовета. В 1963 году в связи с ликвидацией сельсовета передано в состав Верненского сельсовета. Ликвидировано в 1974 г.

## Население
В 1911 году в селе проживало 69 человек, в том числе 39 мужчин и 30 женщин.

## Инфраструктура
Было развито сельское хозяйство.